# Михаил Иванов (езотерик)
Михаил Димитров Иванов, нарекъл се по-късно Омраам Микаел Айванхов или Айванов (на френски: Omraam Mikhaël Aïvanhov), е български и френски езотерик и философ, смятан от последователите си за духовен учител.
Основава организацията „Всемирното бяло братство“. Учението на Иванов е силно повлияно от Петър Дънов и следва рамката на езотеричното християнство. Книгите му са преведени на повече от 20 езика.

## Биография
Роден е на 31 януари 1900 година в битолското село Сърбци, тогава в пределите на Османската империя. След Балканските войни семейството му се преселва във Варна, където по-късно 17-годишният Иванов се запознава с Петър Дънов. По-късно отива в София и е сред неговите ученици.
През 1937 г. заминава за Франция на Световното изложение в Париж и остава там. Имал две писма от Боян Боев до тамошни хора, заинтересовани от учението на Петър Дънов чрез Алфиери Бертоли (италианец от софийското братство). В писмо от Париж до Боян Боев Михаил Иванов го моли да попита Петър Дънов дали да остане да следва там; отговорът (пак чрез Боев) е, ако има пари и средства, да следва. Започва да изнася публични лекции на духовни теми.
През 1947 г. се свързва с „един авантюрист, нарекъл себе си принц Черензи Линд, Маха Чохан (Велик вожд) и върховен регент на кралство Агарта“. Поддържат „сърдечни отношения“: приемат заедно в Севър, според Пиер Пеан, и през октомври 1947 г. организират заедно в Париж „Духовен конгрес на Великото Всеобщо Бяло Братство“, под председателството на Маха Чохан и под егидата на неговата организация „Всемирен духовен съюз“ (Union spirituelle universelle, USU). През ноември обаче скъсват отношенията си.
На 31 декември 1947 г. названието на една организация в Париж, наречена „Международен културен център“ (Centre international culturel), е променено и става „Всемирно бяло братство“ (Fraternité blanche universelle), съставът на бюрото ѝ е променен, а седалището ѝ е преместено от Париж в Севър.
През 1948 г. Михаил Иванов е арестуван и осъден на затвор, „поради практики, съчетаващи окултизма с най-необузданата сексуалност“ и „подбуждане на малолетни към разврат“ (официална формулировка, по източник от самата му организация). В спомените на български дъновисти има разкази за подобни действия. Според някои мнения (Пиер Рифар) осъждането му било по фалшиви свидетелства. Източници от средите на неговата организация „Всемирно бяло братство“ приписват това на враждебни действия на Маха Чохан и твърдят, че през 1960 Михаил Иванов е реабилитиран от Апелативния съд на Екс ан Прованс, като му били поднесени писмено официални извинения.
През 1953 г., в околностите на Фрежус, Иванов създава център на организацията си Всемирно бяло братство, „Бонфен“, който продължава да функционира и след неговата смърт. През следващите десетилетия той разпространява учението си, изнасяйки повече от 5000 лекции. Развива окултна дейност не само във Франция, но и в Швейцария, Канада, САЩ, Великобритания и Скандинавските страни. Лекциите му са издадени и под формата на книги. Публикуват се от Editions Prosveta, френско издателство, създадено през 1976 г. за разпространение на неговото учение.
След смъртта на Петър Дънов Михаил Иванов изпраща свои емисари в България (Стела Белмен и брат ѝ) с искане ръководството на Бялото братство да го признае за заместник на Учителя – искане, което е отхвърлено. Друго искане, също отхвърлено, е да им се даде авторско право за издаване на беседите на Учителя. Мнението на Методи Константинов е, че Михаил Иванов не е възнамерявал да ги издава, а да контролира, ако някой иска да ги издаде, и да попречи на другите, които публикуват словото му. Скоро след това Иванов започва да променя образа си по подобие на Дънов.
В средите на Бялото братство в България съществуват противоречиви мнения за Михаил Иванов: според някои той спомага за разпространение на идеите на Петър Дънов, според други проповядва лъжливо учение (определят го като член на Черната ложа). Учениците на Петър Дънов твърдят в спомените си, че той не е признавал Михаил Иванов за представител на своето учение.
През 1981 г. Михаил Иванов посещава България по покана на Комитета за култура, оглавяван от Людмила Живкова, за тържествата по случай 1300-годишнината на Българската държава.

## Епоха на Водолея
Философията на Айванхов учи, че всички хора, независимо от раса, религия, социално положение, интелектуални способности или материално положение, са пригодени да вземат участие в създаването на новия ред, съответстващ на епохата на Водолея. Това трябвало да се осъществява чрез личностна трансформация на всеки, чрез развитие и усъвършенстване в хармония с божествения свят.
За Айванхов учението му е предписание за по-добър начин хората да изживеят живота си на Земята и във всяка разработвана тема претендира за полза, която може да извлече човек за самоопознаване, самоусъвершенстване и по-добро организиране на личния живот, и с която можел да помогне за реализацията на божественото царство на Земята.

## Наука за посветени
Айванхов претендира, че е наследник на Дънов, на богомилите, че притежава тайно свещено знание от тибетски учител, че притежава знания, „които се съдържат в книги, които се съхраняват само в четири библиотеки на света“ и че идва новата епоха, в която ще управлява шестата раса.